# Abdoulaye Sarr (athlétisme)
Pour les articles homonymes, voir Abdoulaye Sarr et Sarr.
Abdoulaye Sarr, né le 9 décembre 1947, est un athlète sénégalais.

## Carrière
Abdoulaye Sarr dispute les séries du 110 mètres haies aux Jeux olympiques d'été de 1972 à Munich. Il remporte la médaille de bronze du 110 mètres haies aux Jeux africains de 1973 à Lagos. Il obtient dans la même épreuve la médaille d'argent aux Jeux afro-latino-américains de 1973 à Guadalajara. Il dispute aussi les séries du 110 mètres haies aux Jeux olympiques d'été de 1976 à Montréal avant de remporter une médaille d'argent aux Jeux d'Afrique de l'Ouest 1977 à Lagos. Il court ensuite les séries du 110 mètres haies aux Jeux olympiques d'été de 1980 à Moscou.